# MacGyver (2016) (seizoen 1)
Dit artikel vat het eerste seizoen van MacGyver (2016) samen. Dit seizoen liep van 23 september 2016 tot en met 14 april 2017 en bevatte eenentwintig afleveringen.

## Trivia
Met uitzondering van de eerste aflevering hebben alle afleveringsnamen te maken met een functie van een Zwitsers zakmes. De Nederlandse namen staan tussen haakjes.

## Rolverdeling

### Hoofdrollen
- Lucas Till - Angus "Mac" MacGyver
- George Eads - Jack Dalton
- Tristin Mays - Riley Davis
- Justin Hires - Wilt Bozer
- Meredith Eaton - Matty Webber
- Sandrine Holt - Patricia Thornton

### Terugkerende rollen
- Tracy Spiridakos - Nikki Carpenter
- Amy Acker - Sarah Adler
- Kate Bond - Jill Morgan
- David Dastmalchian - Murdoc
- Aina Dumlao - Andie Lee
- Robin Dyke - geheim agente

## Afleveringen
| Nr. | Aflevering | Titel                              | Regisseur                 | Schrijver(s)                        | Selectie gastrollen | Uitzenddatum      |  |
| --- | ---------- | ---------------------------------- | ------------------------- | ----------------------------------- | --- | ----------------- |  |
| 1 | 1          | The Rising                         | James Wan                 | Peter M. Lenkov Paul Downs Colaizzo | Vinnie Jones - John Kendrick Don DiPetta - gewapende beveiliger Alessandro Folchitto - portier                                                      | 23 september 2016 |  |
| Mac, Jack en Nikki infiltreren in een feest om daar een biologisch wapen te stelen. Echter als Mac en Jack Nikki vinden ontdekken zij dat Nikki gegijzeld wordt door John Kendrick. Mac levert dan het wapen in om haar te redden, maar John schiet dan toch op hen waarbij Nikki wordt gedood. Drie maanden later is Mac op vakantie als zijn baas Patricia Thornton hem belt om toch achter het wapen aan te gaan. Hij en Jack rekruteren Riley Davis, een veroordeelde hacker, die Kendricks terugvindt in San Francisco, en ontdekken dat Nikki nog in leven is en dat zij voor de vijand werkt. Na het overmeesteren van Kendricks en Nikki, ontdekt Mac dat zij het wapen al doorverkocht hebben aan iemand die dit wapen wil gaan gebruiken. Mac vindt het wapen terug, en kan het net op tijd ontmantelen voordat het explodeert. Een aantal dagen later vertelt Patricia dat haar verraad hun dienst bedreigt, en dat zij nu naar een andere locatie moeten verhuizen en dat zij een andere naam moeten aannemen. Er wordt besloten om nu onder de naam Phoenix Foundation verder te gaan. Tijdens het gevangenentransport lukt het Nikki om te ontsnappen, dit door haar handboeien los te maken met een haarspeld. |            |                                    |                           |                                     | |                   |  |
| 2 | 2          | Metal Saw (Metaalzaag)             | Jerry Levine              | Craig O'Neill                       | Jocko Sims - Jimmy Green Preston James Hillier - Jeff Billy Blair - enge man Aina Dumlao - Andie Lee                                                | 30 september 2016 |  |
| Na twee weken dat Nikki is ontsnapt gaat Mac naar het appartement van Nikki, om naar sporen te zoeken om zo te ontdekken waar zij nu kan zijn. Het team krijgt ondertussen opdracht om Sarah Adler te redden, voormalig vriendin van jack en CIA-agente. Na de bevrijding van Sarah ontdekken zij al snel dat een wapenhandelaar hen op de hielen zit, dit omdat Sarah een belangrijk boekje van hem heeft. Het team en Sarah lukt het dan om de wapenhandelaar op te pakken, en Sarah kan nu veilig terug naar haar verloofde. Mac ontdekt na zijn opdracht in het appartement van Nikki een verborgen opbergplaats, met daarin een paspoort met een alias. Riley heeft een ontmoeting met haar reclasseringsagent, en vertelt hem dat Wilt haar vriend is. Om Wilt hiervoor te danken beloofd zij hem elke week een nummer van haar telefoonnummer te geven. |            |                                    |                           |                                     | |                   |  |
| 3 | 3          | Awl (Priem)                        | Matt Earl Beesley         | David Slack                         | Oliver Cooper - Ralph Aina Dumlao - Andie Lee Walter Tabayoyong - dr. Laqman Megat                                                                  | 7 oktober 2016    |  |
| Een terroristengroep met de naam D-77 plant een aanslag, en dit wordt gefinancierd door een man genaamd Ralph Kastrati. Ralph staat op de opsporingslijst van de FBI die hem zoekt voor diverse fraudezaken, en hij verblijft nu in Malesië. Het team gaat nu op een geheime missie om Ralph gevangen te nemen, maar worden dan aangevallen door D-77. Mac gebruikt dan spullen uit de auto van Ralph, inclusief onderdelen van de auto zelf, om het leven van Ralph te redden. Later wil Mac voorkomen dat D-77 het karwei af wil maken, en laat het hartslag van Ralph zo laag zakken dat hij dood lijkt, om zo D-77 te laten geloven dat hij dood is. Ralph is hier hen zo dankbaar voor dat hij besluit om tegen D-77 te getuigen en laat zich dan opnemen in het getuigenbeschermingsprogramma. Bij thuiskomst helpen Mac en Riley Wilt met het filmen van zijn nieuwe film. Jack wil Mac overhalen om contact op te nemen met zijn vervreemde vader, en Mac besluit zijn vader een brief te schrijven. |            |                                    |                           |                                     | |                   |  |
| 4 | 4          | Wire Cutter (Draadstripper)        | Joe Dante                 | John Turman                         | Elya Baskin - Alexander Orlov Olek Krupa - Victor Levkin Yorgo Constantine - Sevchenko Selena Anduze - agente Bannister                             | 14 oktober 2016   |  |
| Een agente van de Phoenix Foundation werd vermoordt nadat hij ontdekte dat Vladimer Sevchenko, een Russische extremist, een bom in bezit had om de Koude Oorlog weer op te starten. Riley ontdekt dat de bom een uniek operatiesysteem gebruikt. Terwijl Patricia Thornton op zoek gaat naar de verblijfplaats van Sevchenko gaat het team op zoek naar de programmeur van de code van de bom, een man genaamd Alexander Orlov, en zijn handlanger Victor Levkin die de code weet om de bom te ontmantelen. Het team gaat op weg naar Rusland om daar een oude computer op te halen die nodig is om verbinding te maken met de bom, maar tijdens deze operatie wordt Orlov door Sevchenko ontvoerd. Om Orlov te redden moet het team zich herenigen met Thornton, maar dan is het keyboard van de computer te veel beschadigd en Levkin raakt dan ook levensgevaarlijk gewond. Het lukt Mac dan toch om het keyboard zo te vervangen dat hij de bom kan ontmantelen. Ondertussen vertelt Thornton aan de familie van de omgekomen agente wat er gebeurd is. Mac en Jack krijgen een discussie over het feit dat Mac nog steeds op zoek is naar Nikki. |            |                                    |                           |                                     | |                   |  |
| 5 | 5          | Toothpick (Tandenstoker)           | Bobby Roth                | Nancy Kiu                           | Kasha Kropinski - Katarina Wagner Jarreth J. Merz - Eric Wexler Ian Gregg - jongeman                                                                | 21 oktober 2016   |  |
| Phoenix Foundation krijgt een tip dat Nikki gezien is in Portugal, en Mac en Jack gaan dan haar vermoedelijke appartement observeren. Zij overmeesteren daar dan een vrouw die gestuurd werd door Nikki en ze geeft aan Mac een sleutel. Mac en Jack worden vervolgens naar Duitsland gestuurd om daar Thornton te ontmoeten. Zij moeten daar Katarina Wagner beschermen, een secretaresse die ontdekte dat haar baas in het geheim wapens verkocht aan vijanden van Amerika. Katarina krijgt dan een e-mail van een Interpolagent waar zij opdracht krijgt om de trein naar Frankfurt te pakken, maar voordat deze e-mail werd verzonden werd de agent al vermoord. Tijdens de treinreis beschermen zij Katarina, terwijl Thornton de baas wil gaan confronteren. Tijdens de confrontatie beseft zij dat zij hem niet kan arresteren zonder bewijs en ze belooft hem terug te keren. De baas zendt dan een moordteam naar de trein om Katarina te vermoorden, maar dit wordt door Mac en jack tegengehouden. Het moordteam kan echter wel de trein zo te saboteren dat deze onstopbaar op een station afstormt. Mac krijgt het dan toch voor elkaar, met behulp van minimale spullen, om de trein toch te laten stoppen, en kan zo iedereen redden. Katarina is Mac zeer dankbaar en nodigt hem uit als hij weer ooit in Duitsland is, en Thornton kan dan de baas toch arresteren. Na thuiskomst flirt Wilt weer verder met Riley, om zo meer nummers te krijgen van haar telefoonnummer. Mac gaat weer naar het appartement van Nikki om daar te kijken of de sleutel daar ergens past. Het lukt hem echter niet om iets te vinden, en besluit de sleutel bij zich te houden totdat hij Nikki weer ontmoet. |            |                                    |                           |                                     | |                   |  |
| 6 | 6          | Wrench (Sleutelring)               | Alec Smight               | Brian Durkin                        | Emerson Brooks - Charlie Robinson Lobo Sebastian - Alfred Pena Niko Nicotera - De Geest Zoe Smith - Annabelle Pena                                  | 28 oktober 2016   |  |
| De grootste angst van Mac komt tot leven wanneer zijn oude vijand De Geest weer ten tonele verschijnt. Vijf jaar geleden kostte een bom van De Geest het leven van Alfred Pena, de toenmalige chef van Mac, die toen met verlof was om bij de geboorte van zijn dochter te zijn. Nu wordt Jack ook bedreigd met een bom door De Geest, en moet Mac al zijn angsten opzij zetten om Jack te redden en zijn vijand te verslaan. |            |                                    |                           |                                     | |                   |  |
| 7 | 7          | Can Opener (Blikopener)            | Omar Madha                | Sean Hennen                         | Thomas Kopache - O'Brian Raoul Trujillo - Joaquin El Noche Sancola Sir Brodie - onderdirecteur bewaking                                             | 4 november 2016   |  |
| De leider van een drugsbende Joaquin El Noche Sancola wordt gevangen gehouden in een gevangenis in Texas. De overige bendeleden hebben de macht over de bende gegrepen en bedreigen de burgers in de buurt. Mac wordt nu undercover naar de gevangenis gestuurd als een gevangene om El Noche te laten ontsnappen, om zo achter de verblijfplaats te komen van de overige bendeleden. Maar Mac ontdekt al snel dat hij hiermee meer hulp nodig heeft als Jack ineens op een andere afdeling in de gevangenis wordt gestationeerd, en Riley de gevangenisdeuren niet kan hacken. |            |                                    |                           |                                     | |                   |  |
| 8 | 8          | Corkscrew (kurkentrekker)          | Janice Cooke              | Lindsey Allen                       | Aimee Carrero - Cindy Cindy L. Jefferson - Server                                                                                                   | 11 november 2016  |  |
| Wanneer Nikki een huurmoordenaar op Mac en zijn team afstuurt om hen uit te schakelen, ontdekt Wilt wie Mac en de rest in werkelijkheid zijn en wat ze doen. Mac moet dan op een autosloperij een kat-en-muisspel spelen met de huurmoordenaar om zo zichzelf en het team te redden. Wanneer de huurmoordenaar wordt overmeesterd, wordt hij geïdentificeerd als Murdoc. Nikki ontmoet dan Mac op een etentje en zij waarschuwt hem dat hij door meer moordenaars zal worden achtervolgd. Tevens vertelt zij hem dat hij snel de sleutel uit Portugal nodig zal hebben. Mac beantwoordt deze dreigementen met de belofte dat hij dan achter haar familie aan zal gaan, dit bewijst dat hij zijn gevoelens tegenover haar definitief veranderd heeft. |            |                                    |                           |                                     | |                   |  |
| 9 | 9          | Chisel (Beitel)                    | Brad Tanenbaum            | Bret VandenBos Brandon Willer       | Tobias Jelinek - Janis Lapa Alicia Coppola - ambassadeur Roberts Andrew Ayala - admiraal Rodriguez                                                  | 18 november 2016  |  |
| Mac en zijn team gaan naar Letland om daar Janis Lapa, een leider van een terroristengroep, te overmeesteren. Tijdens deze operatie zendt Janis een noodoproep naar de terroristen, die Mac en de rest in de Amerikaanse ambassade jagen. Daar opgesloten moeten zij de ambassade voor zes uur beschermen tegen de terroristen. Ondertussen wordt Wilt, nog steeds verbouwereerd over de waarheid van Mac, vastgehouden bij de Phoenix Foundation en ondervraagd door Thornton. Nadat zij ontdekt dat Wilt veel vaardigheid bezit met betrekking tot het maken van cosmetische maskers, biedt zij hem een baan aan die hij meteen accepteert. |            |                                    |                           |                                     | |                   |  |
| 10 | 10         | Pliers (Tang)                      | Lee Rose                  | Brian Durkin                        | John Heard - Arthur Ericson Luke Arnold - Karl Amiah Miller - Valerie Lawson Jeremy London - Chuck Lawson                                           | 9 december 2016   |  |
| Mac en zijn team bezoeken het geboortedorp van Mac en Wilt, waar zij hun oude highschool bezoeken. Daar geeft Mac een spreekbeurt aan de klas van zijn vroegere scheikundeleraar Arthur Ericson. Daar leert het team de geniale leerlinge Valerie Lawson kennen, die veel overeenkomsten heeft met het team. Deze overeenkomsten heeft het team al snel nodig wanneer Valerie wordt ontvoerd. |            |                                    |                           |                                     | |                   |  |
| 11 | 11         | Scissors (Schaar)                  | Stephen Herek             | Lindsay Allen Nancy Kiu             | Michael Michele - Diane Joshua Chang - techneut Lyman Chen - beveiliger Sean Michael Weber - Jaden                                                  | 16 december 2016  |  |
| Wanneer de database van National Security Agency wordt gehackt, wordt Riley al snel als hoofdverdachte gezien. Het team ontdekt al snel dat Riley dit heeft gedaan om haar ontvoerde moeder te redden en onthult dat zij ook een cyberwapen heeft gestolen dat op afstand voertuigen kan overnemen. Riley, Jack en Mac gaan dan naar Shanghai om daar het wapen terug te stelen, voordat deze gebruikt kan worden om een derde wereldoorlog te starten. Later wordt onthuld waarom Riley naar de gevangenis werd gestuurd en waarom zij vijandig is naar Jack. |            |                                    |                           |                                     | |                   |  |
| 12 | 12         | Screwdriver (Schroevendraaier)     | Craig Siebels             | Peter M. Lenkov                     | Preston James Hillier - Jeff Sammi Rotibi - Hasan John Atwood - preker                                                                              | 6 januari 2017    |  |
| Sarah Adler keert terug en heeft Nikki gevonden, en brengt haar naar het team om haar aan te kunnen klagen voor haar misdaden. Nikki verklaart dan dat zij voor de CIA werkte en dat haar opdracht was om de Phoenix Foundation te laten vallen. Mac, Jack, Sarah en Nikki willen dan een val opzetten om zo de mol (spionage) te kunnen identificeren die voor de Foundation werkt, terwijl Riley en Wilt Murdoc opzoeken voor meer informatie. Het team wordt door Thornton weer bij elkaar gevoegd, en zij beweert dat zij weer door Nikki wordt voorgelogen, maar Riley en Bixer vinden bewijs dat Nikki wel de waarheid vertelde. Dan wordt er ontdekt dat de mol niemand anders is dan Thornton zelf. Mac vraagt Nikki te blijven, maar zij zegt dit niet te kunnen totdat haar werk gedaan is. |            |                                    |                           |                                     | |                   |  |
| 13 | 13         | Large Blade (Grote Lemmet)         | Sylvain White             | Andrew Karlsruher                   | Zulay Henao - Cynthia Josefina M Boneo - agent 1 Blake Burgess - agent 2 Darla Delgado - agent Briggs Keith Jardine - Victor                        | 13 januari 2017   |  |
| In Kazachstan wordt de helikopter met onder andere Mac en Jack neergeschoten, met gevolg dat de piloot zwaar gewond raakt en een oorlogsmisdadiger kan ontsnappen. Mac moet nu op jacht naar deze oorlogsmisdadiger gaan om hem weer op te pakken, dit voordat hij zijn hulptroepen kan oproepen. Ondertussen maakt het team kennis met de nieuwe baas van de Phoenix Foundation, dit betreft Matilda "Matty" Webber die tevens de oude baas van jack is. |            |                                    |                           |                                     | |                   |  |
| 14 | 14         | Fish Scaler (Schubbenverwijderaar) | Eagle Egilsson            | John Turman                         | Frank Whaley - Douglas Bishop Siobhan Fallon - Ilene Preskin Pat Dortch - FBI directeur Martin Dryer Danielle Deadwyler - brunette agente           | 3 februari 2017   |  |
| Mac en Jack gaan op jacht naar de voortvluchtige Douglas Bishop, die op de vlucht is voor de FBI. Hij verklaart dat hij verplicht werd om te werken voor een corrupte agent. Mac en Jack moeten nu Bishop beschermen terwijl zij onderzoeken wie de corrupte agent is. Ondertussen hebben Wilt en Riley hun eerste beoordelingsgesprek met hun nieuwe baas. |            |                                    |                           |                                     | |                   |  |
| 15 | 15         | Magnifying Glass (Vergrootglas)    | Stephen Herek             | Brian Durkin                        | Michael Graziadei - dakloze man Joe Ando-Hirsh - Daniel Lee Sophie Edwards - Betty Lous Jensen Cheyenne Haynes - Vanessa Frank                      | 10 februari 2017  |  |
| Het petekind van Matty, Vanessa Frank, en haar vriend Daniel Lee worden in een park vermoord door waarschijnlijk Zodiac. Wanneer Mac voetafdrukken vindt door het gebruik van elektrostatischestofafdrukken en radiogolven van een wifi-signaal, onderzoekt het team misdaden uit de jaren ’60 en ’70 waar de Zodiacmoordenaar actief was en of hij nu teruggekeerd is. |            |                                    |                           |                                     | |                   |  |
| 16 | 16         | Hook (Haak)                        | Tawnia McKiernan          | Nancy Kiu                           | Lance Gross - Billy Colton Javicia Leslie - Jesse Colton Jermaine Rivers - Frank Colton Sheryl Lee Ralph - mama Colton Tony Demil - Armin Morsofian | 17 februari 2017  |  |
| Mac en Jack traceren een gevaarlijke voortvluchtige die opgepakt werd door de Coltons, een beruchte familie van premiejagers. Nadat de Coltons diverse confrontaties met Mac en Jack winnen, lukt het uiteindelijk een team van de Phoenix Foundation om de voortvluchtige toch op te pakken. Tijdens deze schermutselingen lukt het het team om de Coltons te redden uit de handen van hun moorddadige criminele opdrachtgevers. Ondertussen proberen Wilt en Riley tevergeefs een CIA-dossier te hacken, om er zo achter te komen wat er tussen Jack en Matty is voorgevallen. |            |                                    |                           |                                     | |                   |  |
| 17 | 17         | Ruler (Liniaal)                    | Antonio Negret            | Andrew Karlsruher                   | Svetlana Efremova - Olivia Prior Christopher Heyerdahl - David Arthur Faraday Deborah Mace - Jenaveev Aina Dumlao - Andie Lee                       | 24 februari 2017  |  |
| Het team reist af naar Nederland voor een missie. Wanneer deze mislukt, worden zij niet door de Phoenix Foundation gesteund voor een redding. Het blijkt dat het team in de val werd gelokt door hun oude baas Patricia Thornton onder de codenaam Chrysalis. |            |                                    |                           |                                     | |                   |  |
| 18 | 18         | Flashlight (Zaklamp)               | Jonathan Brown            | Lindsay Allen                       | Daniel Dae Kim - Chin Ho Kelly Grace Park - Kono Kalakaua Taylor Wily - Kamekona Camille Chen - Emily Espinoza                                      | 10 maart 2017     |  |
| Deze aflevering is een cross-over met de televisieserie Hawaii Five-0. Het team gaat naar Hilo als vrijwilligers voor FEMA na een aardbeving die daar plaatsvond. Daar ontmoeten zij agenten Kono en Chin van het Five-0 taskforce. Samen redden zij in een ingestort gebouw een groep wetenschappers van de overheid, dit door het gebruik van een waterpistool en een lasergun. Op hetzelfde moment maakt een Chinese bende misbruik van de ontstaande situatie om in hetzelfde gebouw in te breken, waar zij een topgeheim wapen proberen te stelen met de naam Project 23. |            |                                    |                           |                                     | |                   |  |
| 19 | 19         | Compass (Kompas)                   | Christine Moore           | Lee David Zlotoff                   | Aly Michalka - Frankie François Chau - Richard Sang Bill Posley - Devon 'Smitty' Smith                                                              | 31 maart 2017     |  |
| Mac krijgt een telefoontje van Smitty die hem droevig nieuws brengt, zijn voormalige schoolvriendin Frankie is overleden. Mac gaat naar Boston voor de begrafenis, in gezelschap van Jack die hem emotioneel wil steunen. Daar aangekomen ontdekken Mac en Jack verdachte omstandigheden rond de dood van Frankie. Tijdens het onderzoek naar haar dood, ontdekken zij dat Frankie haar dood in scène heeft gezet. Dit deed zij omdat zij na een doorbrekende wetenschappelijke ontdekking werd bedreigd om deze ontdekking geheim te houden. |            |                                    |                           |                                     | |                   |  |
| 20 | 20         | Hole Puncher (Perforator)          | Elizabeth Allen Rosenbaum | Craig O'Neill David Slack           | William Mapother - Daniel Holt Assaf Cohen - Joshua Abdal Khan Michael Harding - Ed Morris Susan Macke Miller - Cindy Morris                        | 7 april 2017      |  |
| Het team onderschept een bericht van een terroristengroep naar Murdoc, waarin instructies staan om een analist te vermoorden. Mac doet zich dan voor als een psychopaat om zo de analist te redden. Riley kijkt dan de dossiers van de analist in, en het team ontdekt dat de terroristengroep op de hoogte is dat Murdoc gevangen is genomen. Het team realiseert zich dan dat de terroristengroep in werkelijkheid de organisatie is die een val opgezet heeft voor Mac. Jack arriveert dan net op tijd om Mac uit de handen van deze organisatie te houden, en zij redden dan ook een man genaamd Daniel die verklaart dat hij gevangen genomen wilde worden. Ondertussen proberen Riley en Wilt bewijs te vinden voor de politie, om zo een man te laten arresteren voor moord. |            |                                    |                           |                                     | |                   |  |
| 21 | 21         | Cigar Cutter (Sigaarknipper)       | Stephen Herek             | Craig O'Neill David Slack           | William Mapother - Daniel Holt Farshad Farahat - Farhad Mark Sheppard - nep dr. Zito Troy Rudeseal - dr. Zito                                       | 14 april 2017     |  |
| Mac krijgt een brief retour die hij aan zijn vader had gezonden (aflevering Awl), waarin staat dat de geadresseerde onbekend is. Jack probeert Mac af te leiden door het vieren van hun driejarige jubileum van hun overleven van de Caïro-missie. Hun bezigheden wordt bruut verstoord door een huurmoordenaar, die ingehuurd is door Murdoc, die als dr. Zito het Phoenix Foundation gebouw binnendringt. Wanneer dr. Zito binnen is gedrongen, verwondt hij Wilt en bevrijdt Daniel, zodat zij beide de controle van de Phoenix Foundation kunnen overnemen. Het team kan dan dr. Zito en Daniel overmeesteren, en de overname van de Phoenix Foundation terugnemen. Tevens kunnen zij voorkomen dat de organisatie een bio-wapen kunnen stelen met de naam The Rising. Na al dit tumult besluit Mac het wapen te begraven in Siberië. Mac en Jack gaan na hun werkzaamheden op weg om te proberen om de vader van Mac te lokaliseren en Murdoc ontsnapt uit de gevangenis. |            |                                    |                           |                                     | |                   |  |